# Dron de passatgers

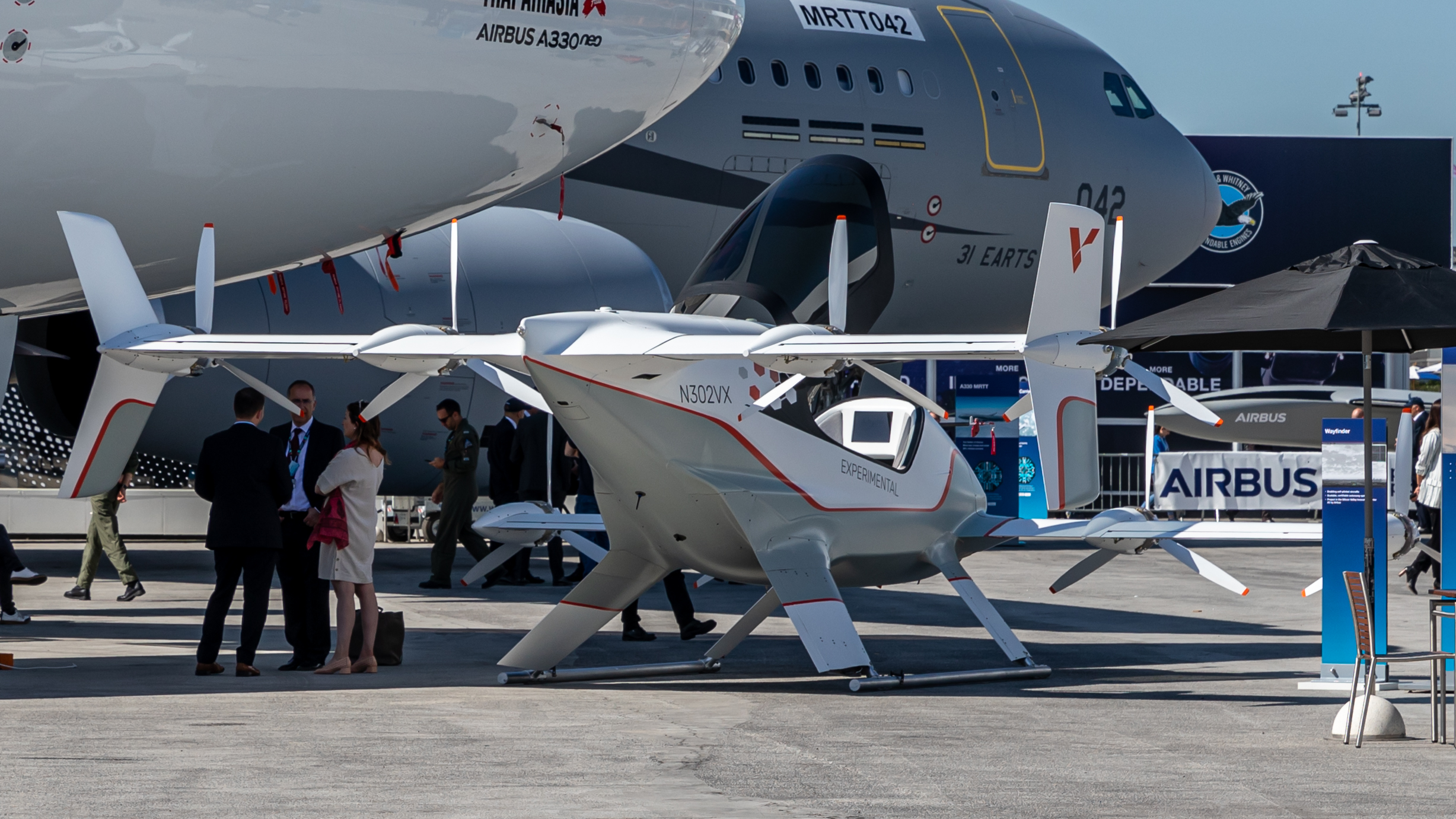
Airbus A3 Vahana

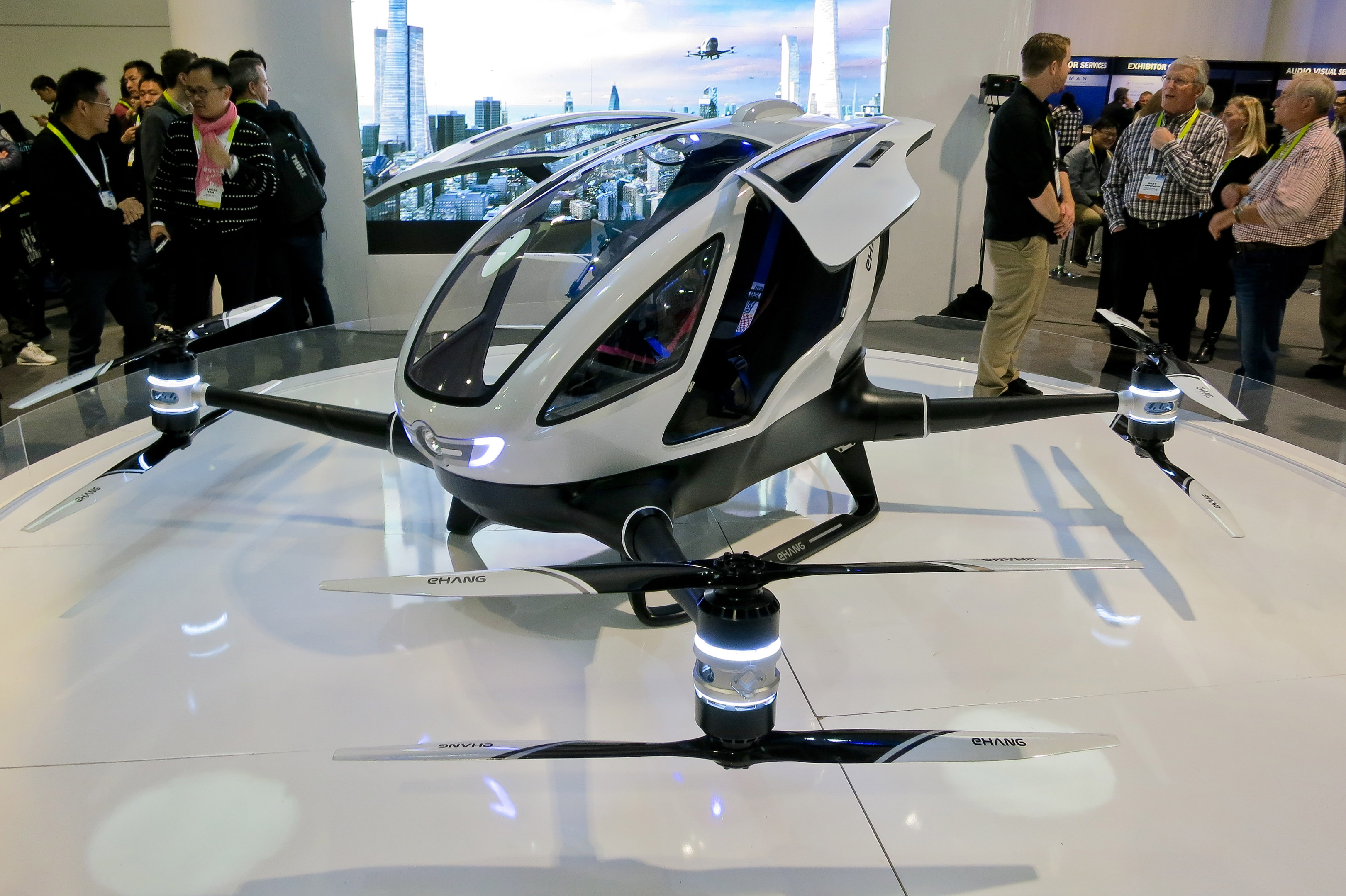
El primer dron de passatgers: EHang 184

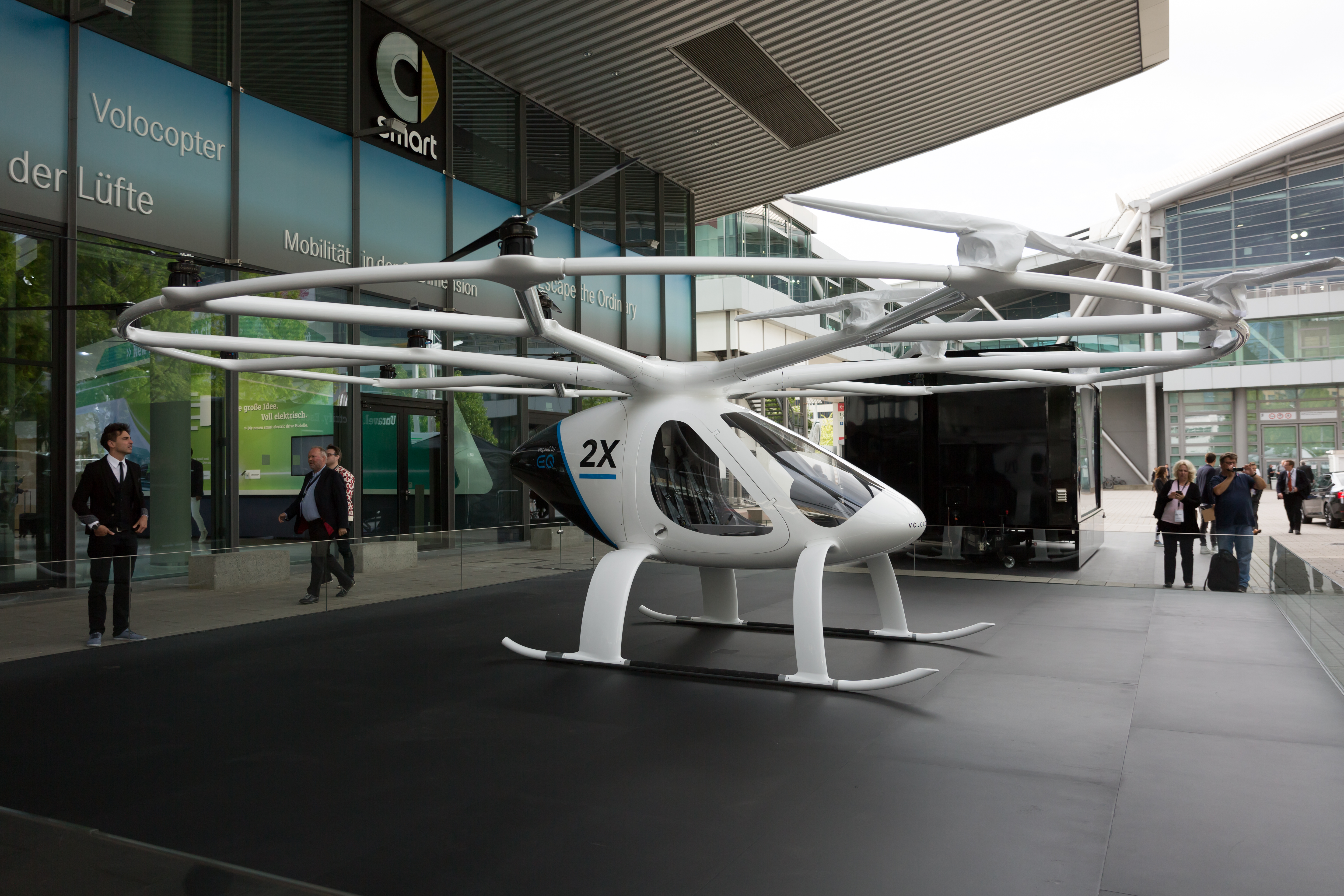
Volocopter 2X

Un taxi aeri autònom (també conegut dron de passatgers ) és un taxi aeri que pot transportar passatgers sense l'ús d'un pilot humà. El seu ús a les zones urbanes es discuteix principalment en el context dels conceptes de mobilitat aèria urbana . Per permetre el vol autònom, aquest avió disposa d'una multitud de sensors les dades dels quals són utilitzades per ordinadors per al control del vol. No és clar si i quan s'utilitzaran els taxis aeris autònoms com a mitjà de transport habitual.
El primer taxi volador autònom anunciat públicament, l'EHang 184, va ser presentat per empresaris xinesos al Consumer Electronics Show (CES) 2016.

## Història
Els models d'avions controlats a distància han estat un hobby popular des dels anys setanta. Els drons, especialment els avions multirotor amb motor elèctric, es van generalitzar a principis dels anys 2000. Els drons es diferencien dels models d'avions perquè tenen un cert grau d'autonomia.
Després del seu desplegament inicial a la Segona Guerra Mundial, el nombre de drons especialitzats en militars i els seus desplegaments van augmentar significativament a finals del segle XX. / Inici del segle XXI segle va augmentar considerablement. Els drons militars s'han utilitzat intensament en operacions de combat a l'Iraq i l'Afganistan, entre altres llocs.
Des de llavors, els dissenyadors han aportat nombroses idees i desenvolupaments per al vol de passatgers. Aquests inclouen el jetpack introduït a la dècada de 1960, el concepte de cotxe volador Aeromobil de principis de la dècada de 1990 i el concepte de vehicle volador Terrafugia de 2006. Tot i que aquests estan controlats pel pilot i, per tant, no es consideren tècnicament drons, encara serveixen com a precursors inspiradors dels drons de passatgers desenvolupats avui dia. Des del 2011, diversos desenvolupadors han dut a terme vols tripulats curts en avions elèctrics experimentals multirotor.

## Evolucions
- Bell Nexus
- Vehicle aeri de passatgers de Boeing
- CityAirbus
- EHang
- Lilium Jet
- Vahana
- Volocopter
- Wisk Cora

## Futur
Les innovacions en tecnologia de drons i en la coordinació, el control i l'evitació de col·lisions del trànsit aeri podrien conduir a una ràpida adopció per al transport civil de passatgers. Diverses empreses estan investigant el seu ús com a taxis aeris i per a serveis d'ambulància aèria. Els desenvolupadors estan treballant per superar molts reptes, com ara el soroll, la baixa càrrega útil, els temps de vol curts, les regulacions de l'espai aeri i la manca de dades sobre seguretat i operacions generals. Una limitació tècnica important continua sent la limitada densitat d'energia de les bateries d'accionament, fins i tot amb les bateries d'ió de liti actuals.